# الملك العزيز أبو منصور خسرو فیروز
الملك العزيز أبو منصور خسرو فيروز (الفارسية: ابو منصور خسرو فیروز) كان أميرًا بويهيًا شغل منصب حاكم واسط. وهو ابن جلال الدولة.
خلال حياة والده، شغل الملك العزيز منصب والي واسط، وكان يُعتبر وريثه. ومع ذلك، عند وفاة والده عام 1044 م، غزا أبو كاليجار، الحاكم البويهي لفارس وكرمان، العراق، واستولى على بغداد. تمكن الملك العزيز من الفرار من بغداد، واللجوء إلى المزيديين، ثم إلى العقيليين. كما قام ببعض المحاولات الفاشلة للاستيلاء على العراق واستعادة عرشه. توفي لاحقًا عام 1049 م في ميافارقين.